# Portrait de Jeanne Samary en pied
Le Portrait de Jeanne Samary en pied est une huile sur toile de 173 × 103 cm peinte en 1878 par Renoir. Elle est conservée au musée de l'Ermitage de Saint-Pétersbourg et faisait auparavant partie de la collection Morozov.
À la suite de l'insuccès de La Rêverie, portrait de Jeanne Samary, présentée en 1877 à l'exposition des impressionnistes, Renoir  peint un portrait de l'actrice Jeanne Samary plus élaboré que le précédent qu'il présente au Salon de 1879, mais qui est peu remarqué par la critique. L'actrice de la Comédie-Française porte ici une robe de bal de satin rose et de dentelle.